# Io l'ho fatto per amore
Io l'ho fatto per amore è il secondo album della cantante italiana Nada pubblicato nel 1970 dalla RCA Italiana.

## Il disco
Dopo il successo ottenuto al Festival di Sanremo 1970 con la canzone Pa' diglielo a ma' (presentata in coppia con Rosalino), la RCA Italiana pubblica il secondo album dell'artista livornese che, oltre ai due brani del 45 giri sanremese, racchiude due canzoni pubblicate l'anno precedente, Che male fa la gelosia e L'anello, alcune cover (come Io l'ho fatto per amore, versione in italiano di I've lost you lanciata da Elvis Presley, Jumbo Jet, da Silver Bird di Mark Lindsay, Sei mio, da The Girl From Salina, successo di Christophe dal film Quando il sole scotta, usato anni dopo da Quentin Tarantino per il suo Kill Bill: Volume 2), qualche inedito ed una versione di È dolce dare la buonanotte, canzone incisa nel 1967 da Gianni Morandi per la colonna sonora del film Per amore... per magia....
Il brano Un passatempo è invece una cover di Little Green Bag, successo del gruppo olandese George Baker Selection, che era già stato inciso dai Punti Cardinali con un altro testo ed il titolo, più vicino all'originale, La borsetta verde.
Sul lato B la quinta traccia è costituita da due canzoni: C'è una luce, cover di He, incisa nel 1955 dalle The McGuire Sisters, e Credo, canzone del 1953 incisa da Frankie Laine.
La fotografia vede il debutto di Nada come autrice di testi.
Gli arrangiamenti del disco sono curati da Antonio Coggio, con la direzione d'orchestra di Ruggero Cini per le canzoni Io l'ho fatto per amore e Male d'amore, di Tony Mimms per Sei mio, Un passatempo e Che male fa la gelosia, di Paolo Ormi per È dolce dare la buonanotte e L'anello, e di Piero Pintucci per Bugia, Jumbo Jet, Pa' diglielo a ma', C'è una luce/Credo e La fotografia.
La copertina raffigura un primo piano della cantante.

## Tracce
LATO A
1. Io l'ho fatto per amore (testo di Franco Migliacci e Franca Evangelisti; musica di Ken Howard ed Alan Blaikley) - 2:51
2. Sei mio (testo di Paolo Dossena; musica di Georges Lautner, Jacques Plante e Christophe) - 2:54
3. Bugia (testo di Franco Migliacci e Roberto Righini; musica di Piero Pintucci, Roberto Righini ed Alberto Lucarelli) - 2:42
4. È dolce dare la buonanotte (testo di Franco Migliacci; musica di Bruno Zambrini e Luis Bacalov) - 3:17
5. Jumbo Jet (testo di Franco Migliacci; musica di Kenny Young) - 3:18
6. L'anello (testo di Franco Migliacci e Alberto Lucarelli; musica di Guido Cenciarelli, Roberto Righini ed Alberto Lucarelli) - 2:35

LATO B
1. Male d'amore (testo di Franco Migliacci; musica di David Norman Shapiro e Guido Cenciarelli) - 3:29
2. Pa' diglielo a ma' (testo di Franco Migliacci e Roberto Gigli; musica di Jimmy Fontana, Mario Cantini ed Italo Greco) - 3:37
3. Un passatempo (testo di Luigi Albertelli; musica di Jan Visser ed Hans Bouwens) - 3:07
4. Che male fa la gelosia (testo di Franco Migliacci; musica di Claudio Mattone) - 3:24
5. a) C'è una luce (testo di Franco Migliacci; musica di Richard Mullen e Jack Richards) b) Credo (testo di Gian Carlo Testoni; musica di Ervin Drake, Irvin Graham, Jimmy Shirl e Al Stillman) - 3:10
6. La fotografia (testo di Nada Malanima; musica di Mario e Giosy Capuano) - 3:00